# Göktan
Göktan ist ein türkischer männlicher Vorname und Familienname mit der Bedeutung „die Zeit der Morgendämmerung“, „bei Tagesanbruch“.

## Namensträger

### Familienname
- Berkant Göktan (* 1980), türkisch-deutscher Fußballspieler
- Naz Göktan (* 1990), türkische Schauspielerin
- Osman Göktan (* 1933), türkischer Fußballspieler und -funktionär